# Symfonie nr. 5 (Holmboe)
Vagn Holmboe voltooide zijn Symfonie nr. 5 in oorlogsjaar 1944 (Krigsaarset 1944 staat boven de partituur).
Holmboe vond dat er eigenlijk geen goede symfonie meer geschreven kon worden na de genrewerken van Carl Nielsen. Zelf hield hij zich daar niet aan; hij zou er veertien componeren. Deze Symfonie nr. 6 is de zesde in de genummerde reeks; hij schreef een ongenummerde symfonie tussen de symfonieën nrs. 8 en 9.
Deze vijfde symfonie is opgebouwd uit drie delen (snel-langzaam-snel). Het eerste deel (Allegro non troppo) is opgebouwd uit twee lijnen, een pulserende beweging en een ritmische motief. Holmboe maakt daarop variatie op variatie, een eerste voorbode tot zijn metamorfosestijl in later tijd. Het langzame middendeel (Andante effetuoso) is zoals zo vaak bij driedelige symfonieën het serieuze deel met de belangrijke kwartinterval in het gehele deel. Het midden van deel 2 bevat een passage met een dreunend motief, dat keer op keer herhaald wordt, soms vergeleken met hetzelfde effect uit Symfonie nr. 10 van Dmitri Sjostakovitsj. In deel 3 (Vivace) laat Holmboe zijn bewondering voor de muziek van Joseph Haydn horen; na een somber begin keert de stemming om naar optimisme. De overheersende stijl van het gehele werk is neoclassicisme, bijvoorbeeld het teruggrijpen op een analoog doodsmotief als uit Symfonie nr. 5 van Ludwig van Beethoven.
Lavard Frisholm aan wie het werk is opgedragen was op 16 juni 1945 de dirigent van de première in de Tivoli Koncertsal.
Orkestratie
- 2 dwarsfluiten (II ook piccolo), 2 hobo’s, 2 klarinetten, 3 fagotten
- 4 hoorns, 3 trompet, 3 trombones, 1 1 tuba
- pauken, 3 man/vrouw percussie, celesta
- violen, altviolen, celli,  contrabassen

Symfonie nr. 1 · nr. 2 · nr. 3 · nr. 4 · nr. 5 · nr. 6 · nr. 7 · nr. 8 · Sinfonia in memoriam · nr. 9 · nr. 10 · nr. 11 · nr. 12 · nr. 13 ·